# Jacob Hennessy
Jacob Hennessy (St Neots, Cambridgeshire, 10 d'agost de 1996) és un ciclista anglès. Actualment a l'equip amateur del 100% Me.

## Palmarès
- 2017
  - 1r a la Gant-Wevelgem sub-23
  - Vencedor d'una etapa al París-Arràs Tour